# Llista de Béns Culturals d'Interès Nacional del Baix Llobregat
Llista de Béns Culturals d'Interès Nacional del Baix Llobregat inscrits en el Registre de Béns Culturals d'Interès Nacional (BCIN) del Departament de Cultura de la Generalitat de Catalunya per a la comarca del Baix Llobregat. Inclou els béns immobles més rellevants del patrimoni cultural que tenen la categoria de protecció de major rang com a unitat singular, conjunt, espai o zona amb valors culturals, històrics o tècnics.
L'any 2018, el Baix Llobregat comptava amb 65 béns culturals d'interès nacional classificats en 61 monuments històrics, 1 conjunt històric, 2 zones arqueològiques i 1 d'altres.

## Patrimoni arquitectònic
| Monument                                                                            | Protecció         | Estil/època                                  | Localització                                                                                          | Coordenades                                          | Codi?         | Imatge |
| ----------------------------------------------------------------------------------- | ----------------- | -------------------------------------------- | --- | ---------------------------------------------------- | ------------- | --- |
| Castell de Voltrera, o Capella de Sant Pere del castell de Voltrera                 | BCIN 251-MH       | Romànic XI                                   | Abrera Urbanització de Can Vilalba                                                                    | 41° 31′ 31″ N, 1° 55′ 37″ E / 41.525411°N,1.927051°E | RI-51-0005167 | Castell de Voltrera (Abrera) · Vegeu més fotos d'aquest monument · Carregueu una nova foto d'aquest monument                                               |
| Castell de Fels, Església de Santa Maria i torre de guaita                          | BCIN 643-MH       | Romànic, historicisme XVI, XIX, X            | Castelldefels Plaça del castell                                                                       | 41° 17′ 03″ N, 1° 58′ 42″ E / 41.284111°N,1.978226°E | RI-51-0005249 | Castell de Fels, Església de Santa Maria i torre de guaita (Castelldefels) · Vegeu més fotos d'aquest monument · Carregueu una nova foto d'aquest monument |
| La Barona                                                                           | BCIN 645-MH       | Obra popular XVI                             | Castelldefels Av. de l'Hotel, 22                                                                      | 41° 16′ 10″ N, 1° 57′ 45″ E / 41.269576°N,1.962483°E | RI-51-0005353 | La Barona (Castelldefels) · Vegeu més fotos d'aquest monument · Carregueu una nova foto d'aquest monument                                                  |
| Can Gomar - Can Ballester                                                           | BCIN 646-MH       | XVI                                          | Castelldefels                                                                                         | 41° 17′ 00″ N, 1° 58′ 44″ E / 41.283218°N,1.978858°E | RI-51-0005352 | Can Gomar - Can Ballester (Castelldefels) · Vegeu més fotos d'aquest monument · Carregueu una nova foto d'aquest monument                                  |
| Creu de terme                                                                       | BCIN 4004-MH      | Gòtic XV                                     | Castelldefels Pg. de Can Vinyes - Pg. de la Creu, urb. Bellamar                                       | 41° 16′ 14″ N, 1° 57′ 19″ E / 41.270554°N,1.955378°E | IPA-30840     | Creu de terme (Castelldefels) · Vegeu més fotos d'aquest monument · Carregueu una nova foto d'aquest monument                                              |
| Torre de Can Valls de la Muntanyeta                                                 | BCIN 4068-MH      | Obra popular XVI                             | Castelldefels C/ Santiago Rusiñol - Parc de la muntanyeta                                             | 41° 16′ 52″ N, 1° 58′ 31″ E / 41.281209°N,1.975222°E | IPA-18127     | Torre de Can Valls de la Muntanyeta (Castelldefels) · Vegeu més fotos d'aquest monument · Carregueu una nova foto d'aquest monument                        |
| Torre Gabriel Folcher                                                               | BCIN 4069-MH      | Obra popular XVI                             | Castelldefels C. Arcadi Balaguer, 106                                                                 | 41° 17′ 00″ N, 1° 58′ 55″ E / 41.283362°N,1.982004°E | IPA-18128     | Torre Gabriel Folcher (Castelldefels) · Vegeu més fotos d'aquest monument · Carregueu una nova foto d'aquest monument                                      |
| Torre Antoni                                                                        | BCIN 4070-MH      | Obra popular XVI                             | Castelldefels C. Església - c. Isaac Peral                                                            | 41° 17′ 06″ N, 1° 58′ 55″ E / 41.284871°N,1.981824°E | IPA-18130     | Torre Antoni (Castelldefels) · Vegeu més fotos d'aquest monument · Carregueu una nova foto d'aquest monument                                               |
| Torre Fael i Masia de Cal Patxoca                                                   | BCIN 4071-MH      | Obra popular XVI                             | Castelldefels Av. 320, 18-22                                                                          | 41° 16′ 39″ N, 1° 57′ 57″ E / 41.27738°N,1.965851°E  | IPA-18131     | Torre Fael i Masia de Cal Patxoca (Castelldefels) · Vegeu més fotos d'aquest monument · Carregueu una nova foto d'aquest monument                          |
| Torre de Cal Moliner                                                                | BCIN 4072-MH      | Obra popular XVI                             | Castelldefels C. Major, 43                                                                            | 41° 17′ 04″ N, 1° 58′ 57″ E / 41.284505°N,1.982461°E | IPA-18132     | Torre de Cal Moliner (Castelldefels) · Vegeu més fotos d'aquest monument · Carregueu una nova foto d'aquest monument                                       |
| Torre Moruna                                                                        | BCIN 4073-MH      | Obra popular X,                              | Castelldefels Pl. Torremoruna                                                                         | 41° 16′ 13″ N, 1° 57′ 30″ E / 41.270382°N,1.958401°E | IPA-18134     | Torre Moruna (Castelldefels) · Vegeu més fotos d'aquest monument · Carregueu una nova foto d'aquest monument                                               |
| Can Vinyes i Torre de Sant Salvador                                                 | BCIN 4074-MH      | Obra popular XVI, XX                         | Castelldefels Pg. de Can Vinyes, 49                                                                   | 41° 16′ 19″ N, 1° 57′ 23″ E / 41.271962°N,1.956434°E | IPA-18135     | Carregueu una nova foto d'aquest monument |
| Torre de Climent Savall, o Torreò Mediterrà                                         | BCIN 4075-MH      | Obra popular XVI                             | Castelldefels C. Arcadi Balaguer, 116                                                                 | 41° 17′ 01″ N, 1° 58′ 57″ E / 41.283644°N,1.982606°E | IPA-38905     | Torre de Climent Savall (Castelldefels) · Vegeu més fotos d'aquest monument · Carregueu una nova foto d'aquest monument                                    |
| Torre de Can Roca de Baix                                                           | BCIN 4076-MH      | Obra popular XVI                             | Castelldefels C. Bisbe Urquinaona, 11                                                                 | 41° 17′ 00″ N, 1° 58′ 44″ E / 41.283403°N,1.978795°E | IPA-18129     | Torre de Can Roca de Baix (Castelldefels) · Vegeu més fotos d'aquest monument · Carregueu una nova foto d'aquest monument                                  |
| Castell Vell de Rosanes, o Castell de Sant Jaume                                    | BCIN 669-MH       | Romànic, gòtic X, XIII-XIV                   | Castellví de Rosanes Turó del Castell                                                                 | 41° 27′ 04″ N, 1° 55′ 10″ E / 41.451134°N,1.919313°E | RI-51-0005456 | Castell Vell de Rosanes (Castellví de Rosanes) · Vegeu més fotos d'aquest monument · Carregueu una nova foto d'aquest monument                             |
| Convent de Miralles, Casal de Miralles                                              | BCIN 4291-MH-EN   | Gòtic XIII-XV, XVIII                         | Castellví de Rosanes Carretera de Gelida                                                              | 41° 27′ 13″ N, 1° 53′ 15″ E / 41.453591°N,1.887382°E | IPA-18192     | Convent de Miralles (Castellví de Rosanes) · Vegeu més fotos d'aquest monument · Carregueu una nova foto d'aquest monument                                 |
| Monestir de Sant Ponç de Corbera                                                    | BCIN 101-MH       | Romànic XI                                   | Cervelló                                                                                              | 41° 24′ 04″ N, 1° 54′ 45″ E / 41.4012°N,1.91246°E    | RI-51-0000437 | Monestir de Sant Ponç de Corbera (Cervelló) · Vegeu més fotos d'aquest monument · Carregueu una nova foto d'aquest monument                                |
| Castell de Cervelló                                                                 | BCIN 680-MH       | Romànic XI-XII, XIII-XIV                     | Cervelló                                                                                              | 41° 23′ 08″ N, 1° 57′ 30″ E / 41.38569°N,1.95829°E   | RI-51-0005461 | Castell de Cervelló · Vegeu més fotos d'aquest monument · Carregueu una nova foto d'aquest monument                                                        |
| Creu de Santa Maria de Cervelló, Creu de la Masia                                   | BCIN 3931-MH      | Gòtic tardà XVI-XVII, XX                     | Cervelló Entrada urb. Can Castany                                                                     | 41° 23′ 11″ N, 1° 57′ 41″ E / 41.38647°N,1.96127°E   | IPA-30842     | Creu de Santa Maria (Cervelló) · Vegeu més fotos d'aquest monument · Carregueu una nova foto d'aquest monument                                             |
| Església de Santa Maria de Cervelló, antiga del Socors o de Sant Esteve de Cervelló | BCIN 4349-MH-EN   | Romànic, gòtic, renaixement XI, XVI, XVIII   | Cervelló Sota del castell de Cervelló, vora la riera de can Sala.                                     | 41° 23′ 13″ N, 1° 57′ 39″ E / 41.38704°N,1.9607°E    | IPA-18225     | Església de Santa Maria de Cervelló · Vegeu més fotos d'aquest monument · Carregueu una nova foto d'aquest monument                                        |
| Castell de Collbató                                                                 | BCIN 691-MH       | Romànic XI-XII                               | Collbató                                                                                              | 41° 34′ 14″ N, 1° 49′ 53″ E / 41.570534°N,1.831280°E | RI-51-0005462 | Castell de Collbató · Vegeu més fotos d'aquest monument · Carregueu una nova foto d'aquest monument                                                        |
| Antic Castell de Corbera, o Casa rectoral                                           | BCIN 804-MH       | Medieval                                     | Corbera de Llobregat C. de l'Església - pl. de l'Església                                             | 41° 25′ 04″ N, 1° 55′ 21″ E / 41.417797°N,1.922504°E | RI-51-0005464 | Antic Castell de Corbera (Corbera de Llobregat) · Vegeu més fotos d'aquest monument · Carregueu una nova foto d'aquest monument                            |
| Castell de Corbera, o Casal dels barons de Corbera                                  | BCIN 805-MH       | Gòtic tardà XVI                              | Corbera de Llobregat C. Major, 1-3                                                                    | 41° 25′ 08″ N, 1° 55′ 26″ E / 41.418892°N,1.923835°E | RI-51-0005465 | Castell de Corbera (Corbera de Llobregat) · Vegeu més fotos d'aquest monument · Carregueu una nova foto d'aquest monument                                  |
| Creu Nova, Creu del Pontarró, creu de terme                                         | BCIN 3982-MH      | Gòtic XV, XVI                                | Corbera de Llobregat C. Camí de la Creu - C. Font del Puntarró                                        | 41° 25′ 07″ N, 1° 55′ 42″ E / 41.418517°N,1.928339°E | IPA-18359     | Creu Nova (Corbera de Llobregat) · Vegeu més fotos d'aquest monument · Carregueu una nova foto d'aquest monument                                           |
| Castell de Cornellà o el Castellnou                                                 | BCIN 708-MH       | Gòtic XIII-XV, XVI, XVII-XVIII               | Cornellà de Llobregat                                                                                 | 41° 21′ 14″ N, 2° 04′ 18″ E / 41.353878°N,2.071623°E | RI-51-0005466 | Castell de Cornellà (Cornellà de Llobregat) · Vegeu més fotos d'aquest monument · Carregueu una nova foto d'aquest monument                                |
| Castell d'Esparreguera                                                              | BCIN 822-MH       | Romànic XI-XII                               | Esparreguera Camí de la Colònia Sedó al Puig                                                          | 41° 33′ 04″ N, 1° 52′ 18″ E / 41.551020°N,1.871583°E | RI-51-0005469 | Castell d'Esparreguera · Vegeu més fotos d'aquest monument · Carregueu una nova foto d'aquest monument                                                     |
| Castell de les Espases o Sant Salvador de les Espases                               | BCIN 823-MH       | Romànic, obra popular X, XIV, XVI            | Esparreguera Cim de les Espases. Accés des de la Puda.                                                | 41° 34′ 48″ N, 1° 53′ 08″ E / 41.580110°N,1.885422°E | RI-51-0005470 | Castell de les Espases (Esparreguera) · Vegeu més fotos d'aquest monument · Carregueu una nova foto d'aquest monument                                      |
| Torre o Castell de Picalquers                                                       | BCIN 826-MH       | Obra popular XII, XVIII-XIX                  | Esplugues de Llobregat Pl. Doña Carolina, 1                                                           | 41° 23′ 00″ N, 2° 05′ 30″ E / 41.383388°N,2.091565°E | RI-51-0005471 | Torre de Picalquers (Esplugues de Llobregat) · Vegeu més fotos d'aquest monument · Carregueu una nova foto d'aquest monument                               |
| Fort de Sant Pere Màrtir, o Puig d'Ossa                                             | BCIN 827-MH       | Obra popular XVII                            | Esplugues de Llobregat Puig d'Ossa                                                                    | 41° 23′ 42″ N, 2° 05′ 56″ E / 41.394942°N,2.098998°E | RI-51-0005472 | Fort de Sant Pere Màrtir (Esplugues de Llobregat) · Vegeu més fotos d'aquest monument · Carregueu una nova foto d'aquest monument                          |
| Mas Rosés                                                                           | BCIN 644-MH       | XVI                                          | Gavà                                                                                                  | 41° 17′ 36″ N, 1° 59′ 28″ E / 41.293372°N,1.991045°E | RI-51-0005354 | Mas Rosés (Gavà) · Vegeu més fotos d'aquest monument · Carregueu una nova foto d'aquest monument                                                           |
| Castell d'Eramprunyà                                                                | BCIN 884-MH       | Medieval                                     | Gavà                                                                                                  | 41° 18′ 51″ N, 1° 57′ 27″ E / 41.314156°N,1.957382°E | RI-51-0005484 | Castell d'Eramprunyà (Gavà) · Vegeu més fotos d'aquest monument · Carregueu una nova foto d'aquest monument                                                |
| Can Dardena                                                                         | BCIN 885-MH       | Obra popular Medieval, XVIII                 | Gavà                                                                                                  | 41° 18′ 03″ N, 1° 57′ 41″ E / 41.300701°N,1.961360°E | RI-51-0005485 | Can Dardena (Gavà) · Modifica el valor a Wikidata · Carregueu una nova foto d'aquest monument                                                              |
| Pont romà, o Pont del Diable                                                        | BCIN 157-MH       | Gòtic Romà, XIII, XX                         | Martorell i Castellbisbal                                                                             | 41° 28′ 30″ N, 1° 56′ 16″ E / 41.474989°N,1.937802°E | IPA-168       | Pont romà (Martorell i Castellbisbal) · Vegeu més fotos d'aquest monument · Carregueu una nova foto d'aquest monument                                      |
| Castell de Rocafort, i església de Sant Genís                                       | BCIN 1023-MH      | Obra popular, romànic XI-XII                 | Martorell                                                                                             | 41° 27′ 56″ N, 1° 55′ 23″ E / 41.465427°N,1.923173°E | RI-51-0005524 | Castell de Rocafort (Martorell) · Vegeu més fotos d'aquest monument · Carregueu una nova foto d'aquest monument                                            |
| Castell de Rosanes del Peiret                                                       | BCIN 1024-MH      | XI-XII                                       | Martorell                                                                                             | 41° 27′ 57″ N, 1° 56′ 08″ E / 41.465873°N,1.935482°E | RI-51-0005525 | Castell de Rosanes del Peiret (Martorell) · Vegeu més fotos d'aquest monument · Carregueu una nova foto d'aquest monument                                  |
| El Seny de les Hores                                                                | BCIN 1025-MH      | Obra popular Medieval, XVII                  | Martorell Pl. de la Vila, 45                                                                          | 41° 28′ 29″ N, 1° 55′ 53″ E / 41.474681°N,1.931378°E | RI-51-0005526 | Seny de les Hores (Martorell) · Vegeu més fotos d'aquest monument · Carregueu una nova foto d'aquest monument                                              |
| Serrat de les Torres, Torre Grimenella                                              | BCIN 1026-MH      |                                              | Martorell                                                                                             | 41° 28′ 13″ N, 1° 56′ 03″ E / 41.470299°N,1.934227°E | RI-51-0005527 | Serrat de les Torres (Martorell) · Vegeu més fotos d'aquest monument · Carregueu una nova foto d'aquest monument                                           |
| Torre de guaita, la Torrota o Torre del Clos                                        | BCIN 1027-MH      | XIX                                          | Martorell                                                                                             | 41° 28′ 17″ N, 1° 55′ 58″ E / 41.471396°N,1.932663°E | RI-51-0005528 | Torre del Clos (Martorell) · Vegeu més fotos d'aquest monument · Carregueu una nova foto d'aquest monument                                                 |
| El Convent, o Museu Municipal Vicenç Ros                                            | BCIN 4168-MH      | Obra popular XVII, XVIII                     | Martorell Av. Vicenç Ros, 2                                                                           | 41° 28′ 23″ N, 1° 55′ 54″ E / 41.473119°N,1.931608°E | RI-51-0001326 | El Convent (Martorell) · Vegeu més fotos d'aquest monument · Carregueu una nova foto d'aquest monument                                                     |
| Castellciuró                                                                        | BCIN 1048-MH      | Obra popular Medieval                        | Molins de Rei                                                                                         | 41° 24′ 44″ N, 2° 01′ 51″ E / 41.412150°N,2.030802°E | RI-51-0005544 | Castellciuró (Molins de Rei) · Vegeu més fotos d'aquest monument · Carregueu una nova foto d'aquest monument                                               |
| Ermita i torre de Sant Pere de Romaní                                               | BCIN 1049-MH      | Romànic XI, XVI                              | Molins de Rei C. de la Riera de Bonet, ctra. N-II, km 609,1                                           | 41° 24′ 22″ N, 2° 01′ 53″ E / 41.406142°N,2.031294°E | RI-51-0005545 | Ermita i torre de Sant Pere de Romaní (Molins de Rei) · Vegeu més fotos d'aquest monument · Carregueu una nova foto d'aquest monument                      |
| Palau dels Requesens                                                                | BCIN 1050-MH      | Gòtic, obra popular XV                       | Molins de Rei Aparcament c. Casanoves - c. Rubió i Ors (sala gòtica i mur). Pl. de la Creu, 9 (escut) | 41° 24′ 45″ N, 2° 01′ 01″ E / 41.41252°N,2.01688°E   | RI-51-0002352 | Palau dels Requesens (Molins de Rei) · Vegeu més fotos d'aquest monument · Carregueu una nova foto d'aquest monument                                       |
| Castell d'Olesa                                                                     | BCIN 1128-MH      | Medieval                                     | Olesa de Montserrat Desaparegut. Restes de murs a la pl. Nova                                         | 41° 32′ 44″ N, 1° 53′ 38″ E / 41.545633°N,1.893920°E | RI-51-0005568 | Castell d'Olesa (Olesa de Montserrat) · Vegeu més fotos d'aquest monument · Carregueu una nova foto d'aquest monument                                      |
| Castell i església de Sant Pere Sacama                                              | BCIN 1129-MH      | Preromànic, romànic X, XI-XII, XVIII         | Olesa de Montserrat Sant Pere Sacama                                                                  | 41° 34′ 05″ N, 1° 54′ 46″ E / 41.568068°N,1.912828°E | RI-51-0005569 | Castell i església de Sant Pere Sacama (Olesa de Montserrat) · Vegeu més fotos d'aquest monument · Carregueu una nova foto d'aquest monument               |
| Castell de Pallejà                                                                  | BCIN 1193-MH      | XVI-XVII                                     | Pallejà Av. Prat de la Riba, 10                                                                       | 41° 25′ 19″ N, 1° 59′ 48″ E / 41.421808°N,1.996706°E | RI-51-0005584 | Castell de Pallejà · Vegeu més fotos d'aquest monument · Carregueu una nova foto d'aquest monument                                                         |
| Castell del Papiol                                                                  | BCIN 1201-MH-EN   | Romànic, gòtic XII-XV, XX                    | El Papiol                                                                                             | 41° 26′ 19″ N, 2° 00′ 36″ E / 41.438552°N,2.010109°E | RI-51-0005585 | Castell del Papiol · Vegeu més fotos d'aquest monument · Carregueu una nova foto d'aquest monument                                                         |
| Castell de Sant Boi, Hotel El Castell                                               | BCIN 1431-MH      |                                              | Sant Boi de Llobregat C. del Castell, 1                                                               | 41° 20′ 42″ N, 2° 02′ 39″ E / 41.345074°N,2.044262°E | RI-51-0005629 | Castell de Sant Boi (Sant Boi de Llobregat) · Vegeu més fotos d'aquest monument · Carregueu una nova foto d'aquest monument                                |
| Torre del Fonollar, o Torre de la Vila                                              | BCIN 1432-MH      | X-XI, XIII-XV, XVII, XVIII-XX                | Sant Boi de Llobregat                                                                                 | 41° 19′ 59″ N, 2° 02′ 04″ E / 41.333099°N,2.034439°E | RI-51-0005630 | Torre del Fonollar (Sant Boi de Llobregat) · Vegeu més fotos d'aquest monument · Carregueu una nova foto d'aquest monument                                 |
| Torre del Llor                                                                      | BCIN 1433-MH      | X-XI                                         | Sant Boi de Llobregat Masia del Llor                                                                  | 41° 21′ 13″ N, 2° 00′ 50″ E / 41.353667°N,2.013911°E | RI-51-0005631 | Carregueu una nova foto d'aquest monument |
| Torre de Benviure                                                                   | BCIN 1434-MH      | XI-XII                                       | Sant Boi de Llobregat C. Can Paulet                                                                   | 41° 20′ 37″ N, 2° 01′ 01″ E / 41.343558°N,2.017078°E | RI-51-0005632 | Torre de Benviure (Sant Boi de Llobregat) · Vegeu més fotos d'aquest monument · Carregueu una nova foto d'aquest monument                                  |
| Masia Torre Abadal                                                                  | BCIN 4046-MH      | Preromànic X                                 | Sant Feliu de Llobregat A la dreta de la carretera de la fàbrica Sanson                               | 41° 24′ 10″ N, 2° 02′ 51″ E / 41.402892°N,2.047507°E | IPA-19212     | Masia Torre Abadal (Sant Feliu de Llobregat) · Vegeu més fotos d'aquest monument · Carregueu una nova foto d'aquest monument                               |
| Can Negre                                                                           | BCIN 391-MH-EN    | Modernisme Josep Maria Jujol XVII, XX (1915) | Sant Joan Despí Pl. de Catalunya                                                                      | 41° 22′ 03″ N, 2° 03′ 28″ E / 41.367454°N,2.057786°E | RI-51-0009576 | Can Negre (Sant Joan Despí) · Vegeu més fotos d'aquest monument · Carregueu una nova foto d'aquest monument                                                |
| Torre de la Creu o Torre dels Ous                                                   | BCIN 1971-MH-EN   | Modernisme XX (1916)                         | Sant Joan Despí Pg. de Canalies, 14                                                                   | 41° 22′ 05″ N, 2° 03′ 37″ E / 41.368125°N,2.060392°E | RI-51-0011012 | Torre de la Creu (Sant Joan Despí) · Vegeu més fotos d'aquest monument · Carregueu una nova foto d'aquest monument                                         |
| Torre de Can Felip                                                                  | BCIN 4095-MH      | Romànic XII                                  | Sant Joan Despí Camí del Mig, disseminat 22                                                           | 41° 22′ 28″ N, 2° 02′ 57″ E / 41.37433°N,2.049078°E  | IPA-39524     | Torre de Can Felip (Sant Joan Despí) · Vegeu més fotos d'aquest monument · Carregueu una nova foto d'aquest monument                                       |
| Castell de Sant Vicenç o Can Perals                                                 | BCIN 1545-MH      |                                              | Sant Vicenç dels Horts Enderrocat l'any 1976                                                          |                                                      | RI-51-0005682 | Castell de Sant Vicenç (Sant Vicenç dels Horts) · Vegeu més fotos d'aquest monument · Carregueu una nova foto d'aquest monument                            |
| Cripta de la Colònia Güell                                                          | PH BCIN 184-MH-EN | Modernisme Antoni Gaudí XIX-XX               | Santa Coloma de Cervelló C. del Bosc, 6. Colònia Güell                                                | 41° 21′ 50″ N, 2° 01′ 40″ E / 41.363828°N,2.027819°E | RI-51-0003825 | Cripta de la Colònia Güell (Santa Coloma de Cervelló) · Vegeu més fotos d'aquest monument · Carregueu una nova foto d'aquest monument                      |
| Torre Salvana                                                                       | BCIN 1392-MH-EN   | Historicisme XI-XIX                          | Santa Coloma de Cervelló                                                                              | 41° 21′ 57″ N, 2° 01′ 44″ E / 41.365917°N,2.028756°E | RI-51-0005684 | Torre Salvana (Santa Coloma de Cervelló) · Vegeu més fotos d'aquest monument · Carregueu una nova foto d'aquest monument                                   |
| La Colònia Güell                                                                    | BCIN 1876-CH-EN   | Modernisme XIX Final                         | Santa Coloma de Cervelló                                                                              | 41° 21′ 42″ N, 2° 01′ 47″ E / 41.36166°N,2.0296°E    | RI-53-0000402 | Colònia Güell (Santa Coloma de Cervelló) · Vegeu més fotos d'aquest monument · Carregueu una nova foto d'aquest monument                                   |
| Torre dels Moros o Molinets de la Llibra                                            | BCIN 1715-MH      | Obra popular Medieval                        | Vallirana                                                                                             | 41° 23′ 21″ N, 1° 56′ 37″ E / 41.389203°N,1.943612°E | RI-51-0005754 | Torre dels Moros (Vallirana) · Vegeu més fotos d'aquest monument · Carregueu una nova foto d'aquest monument                                               |
| La Torre-roja, o Quadra Burguesa, Torre Burguesa                                    | BCIN 1757-MH      | XIII-XIV, XIX                                | Viladecans                                                                                            | 41° 19′ 13″ N, 2° 01′ 20″ E / 41.320289°N,2.022312°E | RI-51-0005766 | La Torre-roja (Viladecans) · Vegeu més fotos d'aquest monument · Carregueu una nova foto d'aquest monument                                                 |
| Torre del Baró, o Torre del Moro, Torre d'en Viala                                  | BCIN 1758-MH      | Gòtic XIII, XIX                              | Viladecans Passatge Doctor Ros                                                                        | 41° 18′ 58″ N, 2° 01′ 13″ E / 41.316233°N,2.020401°E | RI-51-0005767 | Torre del Baró (Viladecans) · Vegeu més fotos d'aquest monument · Carregueu una nova foto d'aquest monument                                                |

## Patrimoni arqueològic
| Monument                                      | Protecció    | Estil/època | Localització                                                                               | Coordenades                                          | Codi?         | Imatge |
| --------------------------------------------- | ------------ | --- | ------------------------------------------------------------------------------------------ | ---------------------------------------------------- | ------------- | --- |
| Casa nova de l'Aragall                        | BCIN ZA      | Lloc amb representació gràfica sobre pedra, gravat. Des de Neolític? a Bronze? (-5500/-650)                                                             | Corbera de Llobregat C. Eucaliptus, 108, urbanització Creu de l'Aragall Júnior             | 41° 25′ 39″ N, 1° 54′ 57″ E / 41.427540°N,1.915757°E | IPAPC-12153   | Carregueu una nova foto d'aquest monument                                                                                   |
| Pedra amb inscultures de la Creu de l'Aragall | BCIN ZA      | Lloc amb representació gràfica sobre pedra, gravat. Des de Neolític? a Medieval? (-5500/1492)                                                           | Corbera de Llobregat Sala de plens de l'Ajuntament, originalment a la zona de Ca n'Aragall | 41° 25′ 51″ N, 1° 55′ 05″ E / 41.430814°N,1.918108°E | IPAPC-12152   | Carregueu una nova foto d'aquest monument                                                                                   |
| Mines prehistòriques de Gavà - Can Tintorer   | BCIN 2012-ZA | Galeries explotació minera. Galeries reaprofitament d'enterrament col·lectiu. Neolític Mig-Recent (-3500/-2500). Des de Ferro-Ibèric a Romà (-650/476). | Gavà                                                                                       | 41° 18′ 38″ N, 2° 00′ 01″ E / 41.310428°N,2.000208°E | RI-55-0000106 | Mines prehistòriques de Gavà - Can Tintorer · Vegeu més fotos d'aquest monument · Carregueu una nova foto d'aquest monument |
| Termes romanes                                | BCIN 4347-ZA | Edifici públic, termes Ferro-Ibèric Final fins a Romà Baix Imperi (-200/476)                                                                            | Sant Boi de Llobregat                                                                      | 41° 20′ 50″ N, 2° 02′ 47″ E / 41.347361°N,2.046472°E | IPAPC-2540    | Termes romanes (Sant Boi de Llobregat) · Vegeu més fotos d'aquest monument · Carregueu una nova foto d'aquest monument      |

A més, alguns monuments històrics estan inclosos també en l'Inventari del Patrimoni Arqueològic i Paleontològic de Catalunya (IPAPC) per tenir protegit igualment el seu subsol o l'entorn.